# Панайот Кенков
Панайот Христов Кенков е български филмов деец, един от пионерите на българското кино. Той е първият, създавал кино извън границите на София.

## Биография
Панайот Кенков е роден на 16 август 1899 г. във Варна. Баща му Христо Кенков е строителен предприемач. Родителите му искат Панайот и брат му Коста да учат инженерство, за да пометат семейното строително акционерно дружество. Братята Кенкови обаче от деца се вълнуват от изкуство – Панайот устройва представления с „магически фенер“, рисува, свири на пиано, харесва фотографията, а най-голямата му мечта е да притежава собствен прожекционен апарат.
През 1911 г. Коста заминава да учи в Париж и оттам изпраща на брат си френски киносписания и книги за самообучение.
През 1920 г. Панайот Кенков завършва Търговската гимназия във Варна, а през 1924 г. се дипломира във Висшия педагогчески институт, специалност физика и математика. По настояване на баща си става банков чиновник, а в свободното си време изработва илюстровани картички.

## Творчество
През 1924 г., подпомогнат от приятели, Панайот Кенков основава Дружество на кинолюбителите – първият български киноклуб.
Първата продукция на „Филмова лаборатория Кенков-филм, Варна“ е комедията „Курортен сън“, чиято премиерата е на 31 октомври 1926 г. във варненското кино „Прошек“. Панайот Кенков е сценарист, режисьор, изпълнител на главната роля, а оператор е Любомир Генов. Филмът е прожектиран и в Шумен – „Модерен театър“ и в Русе – кино „Олимпия“.

### Сюжет
Младият рентиер Жежи живее далеч от града. Един ден неговата братовчедка Соня го кани да летува на морския бряг. Когато пристига във Варна обаче, Жежи е настигнат от две сериозни неприятности: не само че бива ограбен, но и адреса на Соня се оказва променен. Той сам извършва малка кражба, а това го въвлича в полицейска гонитба. Успял да надхитри преследващите го, Жежи най-сетне се озовава на морския бряг, заобиколен от красавици… Жежи се събужда от сладък курортен сън.

### Следващи опити в киното
Вторият опит на Панайот Кенков – „Когато любовта говори“ („Воденичарката“) е по мотиви от разказа „Лепо“ на Елин Пелин. Премиерата е на 18.09.1928 г. във варненското кино „Ранков“, а след нея, филмът е излъчен още в Русе, Враца и Шумен.
Кенков заснема и два документални филма:„Откриване на почетната плоча на Владислав Варненчик“ (1924 г.) и“Пристигане на италианската ескадра „Итало Балбо“ във Варна“. Създател е и на един от първите български рекламни филми за варненското дружество „Тура“, търгуващо с дървен материал.
В края на 20-те години на XX век Панайот Кенков завършва третият си сценарий за игрален филм, чийто сюжет е вдъхновен от историята на освободителното движение в Македония.
По време на „звуковата революция“ в киното Кенков е един от множеството кинодейци, преустановили своята дейност поради финансови затруднения. Кенков обаче се надява да успее да създаде озвучен филм. Този негов проект обаче така и не е реализиран.